# 동일본 여객철도 E127계 전동차
JR 동일본 E127계 전동차(일본어: JR東日本E127系電車)는 동일본 여객철도(JR 동일본)의 직류일반형 전동차이다.

## 개요
JR 동일본 니가타 지사와 나가노 지사에서는 165계·169계를 보통 열차로서 사용하고 있었지만 차량의 노후화와 출입문이 2개인 탓에 승하차에 시간이 걸려 열차 지연의 원인이 되었기 때문에 이 차량들을 급행형 차량으로 교체하려는 목적으로 설계·제조되었다.
두 지사에서는 세미 크로스시트의 근교형 115계도 운용되고 있지만 본 계열의 0번대에서는 롱시트를 채용했다. 이유는 승객이 증가하고 있는 니가타 도시권으로의 출퇴근 시간에 대응하기 위함과 2량 기본 편성에 따른 1인 승무 대응화 등을 들 수 있다. 또한 기본 편성이 크로스시트 3개의 165계를 롱시트 2개의 본 계열로 교체하여 차량 삭감에 따른 도입/고정 경비 감소를 도모하려는 목적도 있었다.
주회로 제어에는 GTO 소자 VVVF 인버터를 채용했다. 주전동기는 정격 출력 120kW의 MT71형이다. 동력 대차는 DT61A, 부수 대차는 TR246A을 탑재한다. 브레이크 시스템은 회생 브레이크·발전 브레이크 병용 전기지령식 공기 브레이크를 탑재한다. 발전제동 병용으로 한 것은 열차 밀도가 적은 노선에서는 회생 실효가 일어나기 쉽고, 회생제동의 효과가 적기 때문이다. 발전제동용 저항기는 제어전동차의 지붕 위에 탑재되고 있다.
차체는 스테인리스제로 측면에만 3개 출입문(버튼식 반자동식)이 있고, 1인 승무 운전에 대응하기 위해 승차권 발행기, 운임 표시기, 운임함이 설치되어 있다. 운전대의 주간 제어기는 왼손 조작형 원핸들식이지만, 209계 등에서 채용된 디지털 지령은 본 계열에서는 채용하고 있지 않다.
집중식 냉방 장치를 각 차에 1기씩 탑재한다.

## 번대별 설명

### 0번대
1995년 5월 8일에 니가타 근교 구간에서 영업 운전을 개시했다. 당초에는 모든 차량이 같은 해 3월에 도입될 예정이었지만, 한신·아와지 대지진의 영향으로 일부 차량(가와사키 공장 제조차량)의 납입이 지연되었기 때문에 운전 개시시기가 늦어졌다는 에피소드가 있다.
차체의 색은 초록과 황록의 2가지 색이다. 좌석 배치에 대해서는 이미 앞에서 서술한 바 있다. 팬터그래프는 JR 동일본의 직류 전철화 구간에서 채용 사례가 적은 형식이다. 좌석의 4장의 유리창 중 중간 2장은 701계와 달리 대형의 1단 낙창식이다. 디자인 측면에서는 양측의 고정창과 위화감이 없고 차창의 시야도 우수하지만, 강풍이 불 때는 바람소리가 크다. 화장실은 701계와 동일한 수세식이다.
2007년에는 2량 편성 13차량(26량, 나가노 지사 내에서는 통칭 ‘V편성’이라고 불린다.)이 니가타 차량 기지에 재적해 니가타 근교 구간을 중심으로 운용되고 있다. 1인 운전은 하쿠신 선 · 우에쓰 본선의 니가타 - 시바타 - 무라카미 사이, 에치고선의 니가타 - 요시다 사이의 일부 열차로 운행되고 있다.
운행 초기에는 전석 롱시트임을 고려해 니가타 근교 구간으로 한정된 운용이었지만, 그 후 출퇴근 시간대의 일부 열차로 신에쓰 본선 나가오카 방면의 열차에도 충당되어 혼잡 완화에 기여했다.
2003년부터 일부 차량에 대해 차체 랩핑 광고가 되고 있으며, Suica의 랩핑 광고를 붙인 차량도 존재한다.

### 100번대

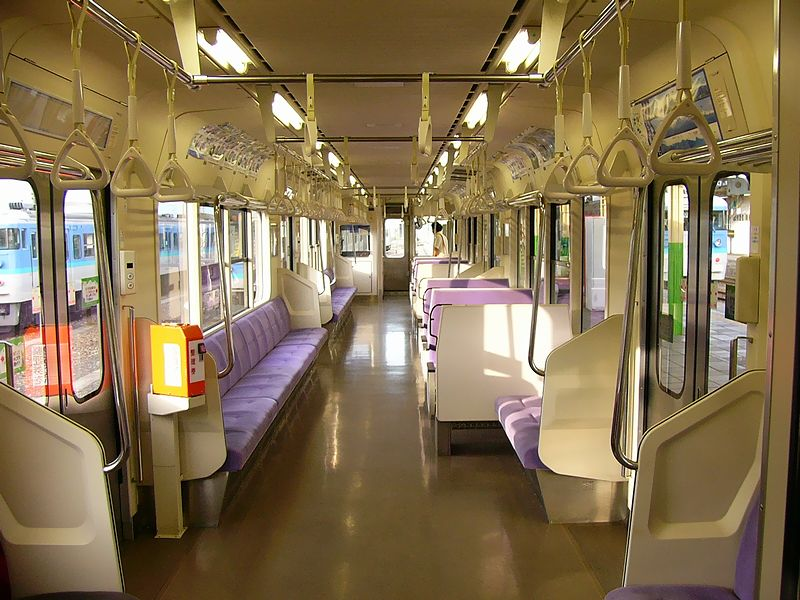
E127계 100번대 차내의 모습. 우측이 크로스시트. (시나노오마치 역에서 2004년 7월 촬영)

1998년 12월 8일에 마쓰모토 지구에서 영업 운전을 개시했다.
0번대와는 차체 디자인이 달라 선두부의 형상, 또는 좌석의 개폐 가능한 창의 2단화 등 701계와 거의 동일하게 여겨졌다. 또한 팬터그래프는 싱글암식으로 변경되고 모래를 뿌리는 장치가 탑재된 것과 화장실도 휠체어 대응 사양으로 설계 변경되었다. 좌석 배치는 운용 노선이지만 관광 노선인 것을 고려해 해당 노선내에서의 기준으로 동쪽이 롱시트, 서쪽이 크로스시트인 세미 크로스시트 구조가 되고 있다.
차체의 색은 나가노 지사에서 운용되고 있는 115계에 도색된 알파인 블루와 코발트 블루의 2색, 통칭 ‘신 신슈색’이 도색되었다. 2량 편성 12차량(24량, 나가노 지사 내에서는 통칭 ‘A편성’이라고 불린다)이 마쓰모토 차량 기지에 재적해, 오이토 선으로 운용되고 있다. 1인 운전은 1999년 3월 29일부터 하고 있다.
이전에는 시노노이 선 시오지리 - 아카시나 사이, 주오 본선 다쓰노 - 시오지리 간에서도 운용되고 있었지만, 시노노이 선 시오지리 - 마쓰모토 사이의 자동 열차 정지 장치(ATS)가 SN형에서 P형으로 바뀌어 차량에는 P형태의 장치는 탑재되지 않아 2003년 12월 20일 이후는 대사 선내 한정 운용으로 하고 있다.
2007년 가을 무렵부터는 보안 장치에 ATS-Ps형이나 ATS-P형을 장착한 차량도 나오기 시작하고 있다.

## 사용 노선
- 0번대
  - 신에쓰 본선(나가오카 - 니가타 사이)
  - 하쿠신선
  - 우에쓰 본선(니이즈 - 무라카미 사이)
  - 에치고선(요시다 - 니가타 사이)
- 100번대
  - 대사선(마츠모토 - 남 코타니 사이)

## 읽어보기
- JR 동일본-E127(한국어 번역본)[깨진 링크(과거 내용 찾기)]